# Giuliano Pontara
Giuliano Pontara, född 1932, är en italiensk-svensk filosof som varit docent i praktisk filosofi vid Stockholms Universitet. Han har forskat bland annat om våld och icke-våld med speciell inriktning på Mahatma Gandhis filosofi.